# Криптопортик

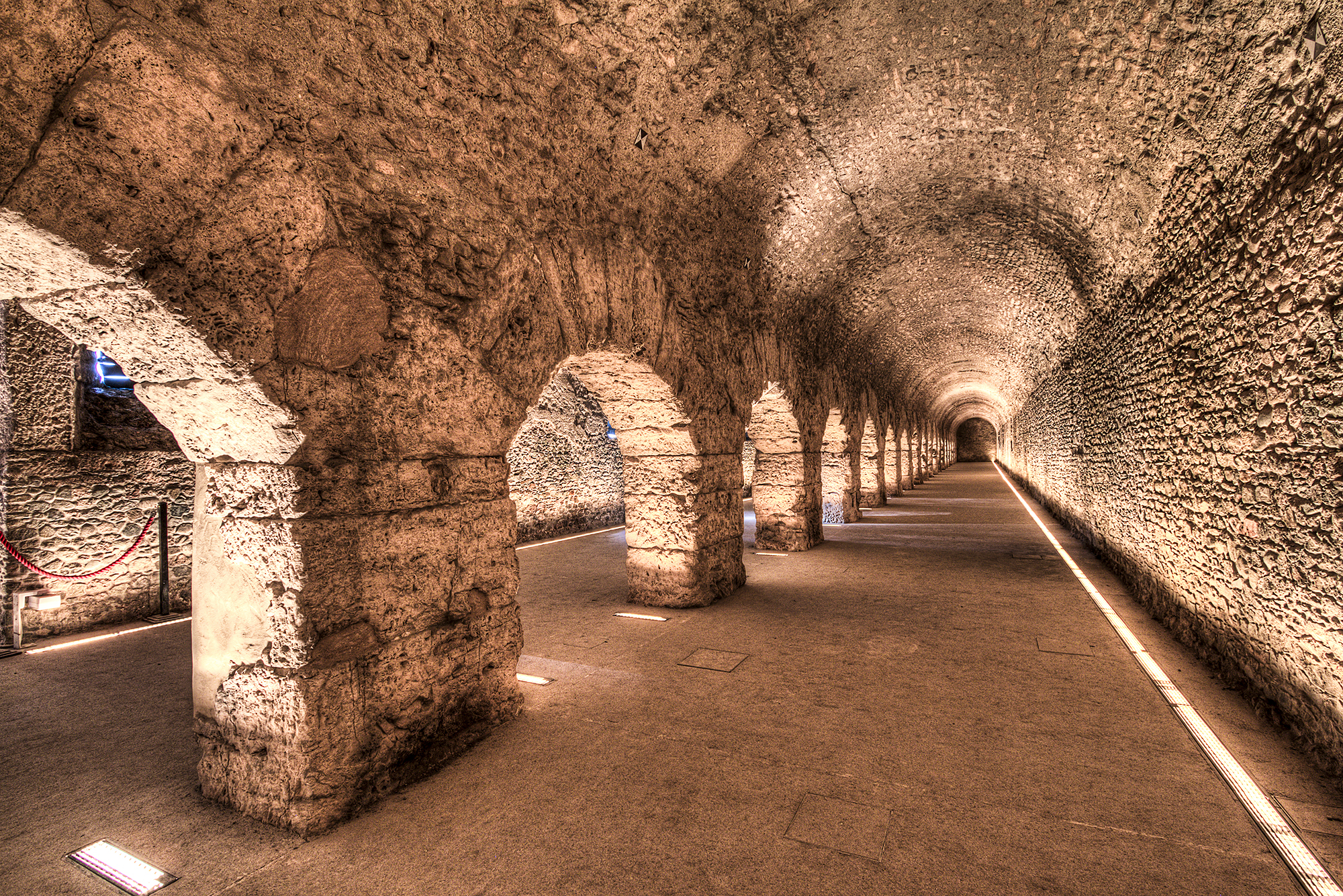
Кріптопортик під форумом Аости

Кріптопортик (від дав.-гр. κρυπτός «прихований» + лат. porticus «портик», «прохід») — критий коридор в  давньоримській архітектурі. Кріптопортик є підземною або крито надземною галерею з арочним склепінням. Часто має вікна, які слугують для природного освітлення і вентиляції.
Найчастіше це підвальне приміщення, первинне призначення якого — вирівнювання ділянки місцевості при будівництві та забезпечення стійкості споруди. Надалі могло використовуватися як склад для зберігання амфор і швидкопсувних продуктів. Деякі кріптопортики мають настінний розпис та інші елементи декору.
Серед відомих прикладів — кріптопортики  Золотого будинку Нерона і кріптопортик Нерона на Палатині в Римі, кріптопортик на  Віллі Адріана в Тіволі, кріптопортик під  форумом  Аости, кріптопортики Геркуланума,  Коїмбри,  Арля, Реймса і т. д.